# 小行星6643
小行星6643（英語：6643 Morikubo）是一颗围绕太阳公转的小行星。1990年11月7日，串田嘉男、村松修在八之岳发现了此天体。
这颗小行星的绝对星等为0.51317等。